# Walter Roos
Walter Roos (* 14. September 1929 in Aschaffenburg; † 1. September 1988 in Frankfurt am Main) war ein deutscher Maler und Graphiker.

## Leben
Als waschechter „Dämmer Bub“ besuchte er die Volksschule im Aschaffenburger Stadtteil Damm und begann 1944 eine Lehre als technischer Zeichner. Ab 1947 studierte er Malerei, freie Graphik und Schrift bei Professor Paul Thesing und Ludwig Becker an der Werkkunstschule in Darmstadt, zusammen mit Helmut Gehrig und Ernst Vollmer.
Zusammen mit Helmut Gehrig, Siegfried Rischar und Joachim Schmitt arbeitete er 1949–1952 als Werbegraphiker in Aschaffenburg, ab 1953 als freischaffender Künstler. 1956 heiratete er Rita Helmling, die aber bereits 1960 verstarb. 1962 heiratete er Maria Lang, die ihm zwei Töchter schenkte (1964 Angelika und 1968 Karin). Im Jahre 1972 nahm er wieder eine festangestellte Tätigkeit als Leiter der graphischen Abteilung und Lehrlingsausbilder in einer Aschaffenburger Werbeagentur an, die er bis zu seinem Tod im Jahre 1988 ausübte. 
Walter Roos, ein Maler mit post-expressionistischer Handschrift, gehörte dem Künstlerkreis um Elisabeth Dering an, zusammen mit Helmut Albert, Willibald Blum, Anton Bruder, Helmut Gehrig, Karin Kruck, Ludobar Mossora, Siegfried Rischar, Bruno Supernok, Gunter Ullrich und Ernst Vollmer. 
Wenige Tage nach der Eröffnung seiner Ausstellung in Frankfurt am Main starb Walter Roos.

## Künstlerischer Werdegang
- 1954–1988 Illustration mehrerer Bücher und Karten, einige Bucheinbände
- 1957–1963 Arbeitsgemeinschaft mit Siegfried Rischar, zusammen mit ihm erstellte er verschiedene Wandmalereien und Graffiti
- 1958 Dozent an der Volkshochschule Aschaffenburg, Kurse freies Zeichnen und Schriftgestaltung, Begegnung mit Anton Bruder
- 1961 Gestaltung des Buches: Konrad Adenauer „Nachdenken über die Werte“
- 1970–1972 Kunst am Bau – verschiedene Materialien
- 1971 Dozent an der Städtischen Berufsschule Aschaffenburg, Kurse Design und freies Gestalten
- 1976 Mitglied des Berufsverbandes Bildender Künstler (BBK) Unterfranken
- 1976–1979 Vorstandsmitglied der Aschaffenburger Künstlerinnen und Künstler im BBK
- 1978–1979 Entstehung der Holzschnitte
- 1984 Glasfenster „Karfreitag“ mit einem Pieta-Motiv in der Kirche Maria Geburt in Aschaffenburg-Schweinheim
- 1984–1988 Mitglied in der Jury des BBK Würzburg

## Ausstellungen
- 1958 Atelierausstellung gemeinsam mit Siegfried Rischar im gemeinsamen Adalbert-Hock-Atelier
- 1959 Evangelisches Gemeindehaus Aschaffenburg, zusammen mit Siegfried Rischar
- 1962 Karlsruhe, Karlsruher Bücherbund mit Siegfried Rischar
- 1978 Aschaffenburger Stadttheater und Aschaffenburger Jesuitenkirche (jeweils zusammen mit BBK)
- 1979 Schloss Pommersfelden, zusammen mit Gunter Ullrich, Sigrid Mahncke, Bernd Krebs und Helmut Gehrig
- 1980 Otto Richter Halle Würzburg (BBK Unterfranken), Aschaffenburger Jesuitenkirche (zusammen mit BBK) später nochmals (zusammen mit Helmut Gehrig)
- 1981 Residenz, Bad Windsheim (zusammen mit Helmut Gehrig), Otto Richter Halle Würzburg (BBK Ober- und Unterfranken)
- 1982 Schloss Weißenstein, Pommersfelden (zusammen mit BBK Unterfranken), Arkadengalerie Aschaffenburg
- 1983 Spitäle Würzburg (BBK Unterfranken)
- 1984 Bayerische Vertretung in Bonn (zusammen mit BBK), Werkstattgalerie Nr. 18 Aschaffenburg
- 1985 Städtische Sammlungen Schweinfurt (zusammen mit Schweinfurter Künstlern)
- 1986 Otto Richter Halle Würzburg (BBK Unterfranken), Städtische Sparkasse Schweinfurt (zusammen mit Rainer Stoltz), Kulturhalle Haibach „Edition Roos“
- 1987 Otto Richter Halle Würzburg (BBK Unterfranken)
- 1988 Dresdner Bank Frankfurt (Einzelausstellung)
- 1981–1987 jährliche Ausstellungen in der Aschaffenburger Jesuitenkirche (zusammen mit dem BBK)

### Einzelausstellungen
- 1988 Dresdner Bank Frankfurt
- 1988 Jesuitenkirche Aschaffenburg „Hommage an Walter Roos“
- 1989 Jesuitenkirche Aschaffenburg „Walter Roos – Gedächtnisausstellung“
- 1993 Galerie „Zwischen den Stühlen“ Aschaffenburg „Roos, Supernok, Mossora“
- 2000 Jesuitenkirche – Galerie der Stadt Aschaffenburg: „Walter Roos, Malerei - Graphik“

Seine Werke befinden sich in öffentlichem (Bayerische Staatsgemäldesammlung München, Museen der Stadt Aschaffenburg, Sparkasse Aschaffenburg-Alzenau) und in privatem Besitz.